# 安部憲明
安部 憲明（あべ のりあき、1974年〈昭和49年〉1月28日 - ）は、静岡県出身の日本の外交官。

## 略歴
- 1997年3月　東京大学法学部第二類卒業
- 1997年4月　外務省入省
- 2013年8月　在中華人民共和国日本国大使館 一等書記官
- 2014年1月　在中華人民共和国日本国大使館 参事官
- 2015年8月　経済協力開発機構日本政府代表部 参事官
- 2018年8月　経済局政策課企画官
- 2019年11月　経済局国際貿易課長
- 2021年8月　内閣官房副長官補付 内閣参事官
- 2023年6月　外務省大臣官房報道課長

## 同期
- 多田昌弘（23年内閣官房副長官補付内閣参事官）